# مارسلینو النا
مارسلینو النا (انگلیسی: Marcelino Elena؛ زادهٔ ۲۶ سپتامبر ۱۹۷۱) بازیکن سابق فوتبال اهل اسپانیا است که در پست مدافع میانی بازی می‌کرد.
وی همچنین در تیم ملی فوتبال اسپانیا بازی کرده‌است.